# منتخب كوبا تحت 20 سنة لكرة الطائرة للسيدات
منتخب كوبا تحت 20 سنة لكرة الطائرة للسيدات هو ممثل كوبا الرسمي في المنافسات الدولية في كرة طائرة في فئة كرة الطائرة للسيدات تحت 20 سنة.